# إنغو فان ويرت
إنغو فان ويرت (بالهولندية: Ingo van Weert)‏ (8 فبراير 1994 في هولندا - ) هو لاعب كرة قدم هولندي في مركز الدفاع. لعب مع آر كي سي فالفيك.

## روابط خارجية
- إنغو فان ويرت على موقع قاعدة بيانات كرة القدم.إي يو (الإنجليزية)
- إنغو فان ويرت على موقع Soccerway.com (الإنجليزية)
- إنغو فان ويرت على موقع عالم كرة القدم.نت (الإنجليزية)